# Мельнич
Ме́льнич — село в Україні, у Стрийському районі Львівської області. До колишнього районного центру, Жидачева, — 26 км. Населення — 471 особа.

## Історія
Перша згадка про село датується 1491 роком.
У податковому реєстрі 1515 року повідомляється про неможливість отримання податків з села через пограбування волохами і спустошення татарами.

## Населення

### Мова
Розподіл населення за рідною мовою за даними перепису 2001 року:
| Мова       | Кількість | Відсоток |
| ---------- | --------- | -------- |
| українська | 471       | 100%     |

## Політика

### Парламентські вибори, 2019
На позачергових парламентських виборах 2019 року у селі функціонувала окрема виборча дільниця № 460403, розташована у приміщенні школи.
Результати
- зареєстровано 319 виборців, явка 78,06 %, найбільше голосів віддано за «Слугу народу» — 29,32 %, за «Європейську Солідарність» — 18,07 %, за Всеукраїнське об'єднання «Батьківщина» і «Громадянську позицію» — по 10,04 %.[4] В одномандатному окрузі найбільше голосів отримав Андрій Кіт (самовисування) — 35,89 %, за Андрія Гергерта (Всеукраїнське об'єднання «Свобода») — 20,16 %, за Володимира Наконечного (Слуга народу) — 15,73 %[5].

## Релігія
В селі стоїть дерев'яна церква .